# Julius von Zech-Burkersroda (Politiker)

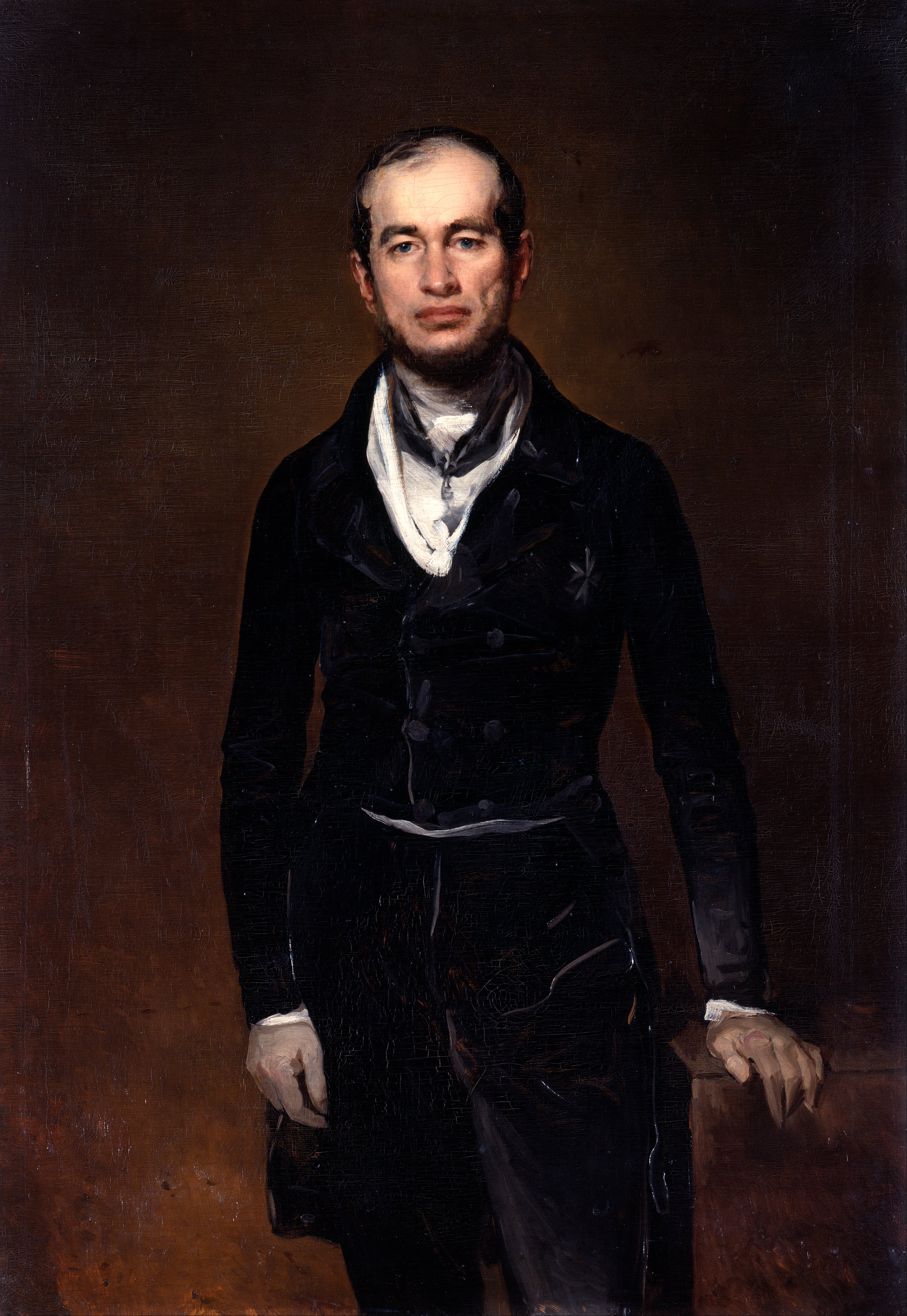
Porträt des Kammerherrn Julius Graf Zech-Burkersroda

Julius Graf von Zech-Burkersroda, eigentlich Julius Graf von Zech, sonst von Burckersroda genannt (* 19. Juli 1805 in Weißenfels; † 17. Juni 1872 in Bündorf) war ein deutscher Politiker (Kammerherr).

## Leben
Er war der Sohn des Grafen Johann Christian August von Zech-Burkersroda und der Henriette Wilhelmine geb. von der Mosel.
Zech-Burkersroda war Herr der Güter Kötzschau als Mannlehn, und des Allodialbesitz Bündorf, Geusa und Goseck in der preußischen Provinz Sachsen sowie Diehsa und Quitzdorf in der preußischen Oberlausitz sowie Börln und Radegast im Königreich Sachsen. 
Graf Julius von Zech-Burkersroda war zudem im Besitz des Ritterguts Benndorf. Dies verkaufte er am 8. Juni 1847 an den Amtmann Friedrich Gottlieb Schwanitz.
Ab 1843 vertrat er den Merseburger Teil des Wittenberger Wahlbezirks im Provinziallandtag der Provinz Sachsen, zuvor war er bereits als Landtagsdeputierter für das Stift Merseburg tätig. Von 1845 bis 1860 war er Landtagsmarschall der preußischen Provinz Sachsen und wurde ab 1855 auf Lebenszeit Mitglied des Preußischen Herrenhauses. 1847 war er Mitglied des ersten Vereinigten Landtags. 1850 war er Mitglied des Staatenhauses des Erfurter Unionsparlaments. Er trat früh dem Johanniterorden bei und war seit 1854 dort Rechtsritter, ebenso königlich-preußischer Kammerherr und Geheimer Rat.
Im Albertinum in Dresden hängt ein Porträt des Kammerherrn Julius Graf Zech-Burkersroda gemalt von Ferdinand von Rayski.

## Familie
Er war zweimal verheiratet: 
- Der 1834  mit Augustine Margarete von Haeseler (1809–1845) geschlossenen und 1841 geschiedenen Ehe entstammte Julius Ludwig August (1835–1876)
- Der 1851 mit Thekla Marie Anna von Krosigk entstammte Friedrich Ludwig (1853–1927), Vater von Ernst Lothar Julius Graf von Zech-Burkersroda. Der Schwager von Thekla Marie Anna von Krosigk war Karl Louis von Beust.

## Nachlass
Sein schriftlicher Nachlass wird heute im Landesarchiv Sachsen-Anhalt verwaltet.